# Iain Dowie
Iain Dowie (* 9. Januar 1965 in Hatfield, Hertfordshire, England) ist ein aktueller Fußballtrainer, ehemaliger Spieler und dabei 59-facher Nationalspieler für die nordirische Nationalmannschaft. Zuletzt trainierte er Hull City.

## Spielerlaufbahn
Im Alter von 16 Jahren wurde Dowie nach dem Probetraining beim FC Southampton abgelehnt und widmete sich fortan seinem Maschinenbaustudium an der University of Hertfordshire, das er mit einem Master-Abschluss beendete. Er wurde danach von der British Aerospace angestellt und spielte parallel Fußball auf Amateurebene.
Während er für den FC Hendon agierte, wurde er von Luton Town entdeckt, die ihn unter Vertrag nahmen. In der Rolle eines herkömmlichen Mittelstürmers kam er dort zum Einsatz und wechselte nach drei Jahren – inklusive einer kurzen Ausleihphase beim FC Fulham – zu dem Verein West Ham United.
Seine nächste Vereinsstation sollte der FC Southampton werden, wo er über 100 Spielen absolvierte. Er ging dann zurück nach London zu Crystal Palace und nach dem Abstieg des Vereins ein weiteres Mal zu West Ham. Zum Abschluss seiner Spielerkarriere ging er zu den Queens Park Rangers, wo er am Ende als Verteidiger und Spielertrainer in der Reservemannschaft agierte.
Obwohl Dowie in England – sein Vater hingegen in Belfast – geboren wurde, spielte er 59-fach für die nordirische Nationalmannschaft, wobei ihm dort zwölf Tore gelangen.

## Trainerlaufbahn

### Oldham Athletic
Nach seinem Rücktritt als Spieler begann Dowie als Kotrainer bei Oldham Athletic. Nach der Entlassung des Cheftrainers Mick Wadsworth wurde er in die hauptverantwortliche Rolle befördert und führte den Verein zum Abschluss der Saison 2002/03 in die Play-off-Begegnungen zum Aufstieg in die zweitklassige First Division, wo er jedoch scheiterte. Finanzielle Schwierigkeiten führen dann dazu, dass Oldham wichtige Spieler aus der Mannschaft abgeben musste. Nach einigen Monaten mit diesem Restteam wechselte Dowie daraufhin zu dem Klub Crystal Palace.

### Crystal Palace
Zu Weihnachten des Jahres 2003 unterschrieb Dowie einen Vertrag als Trainer bei Crystal Palace und fand eine Mannschaft vor, die sich auf dem 19. Platz der zweitklassigen First Division befand und mit wenig Selbstvertrauen zu diesem Zeitpunkt ausgestattet war. Unter Dowies Führung kam der Verein noch zu 17 Siegen und schloss die Saison an sechster Position ab, was sogar die Teilnahme an den Play-offs zum Aufstieg in die Premier League berechtigte. Der Aufschwung war in einem vollständigen atmosphärischen Wandel begründet, den Dowie vor allem durch eine verstärkte Disziplinierung der Mannschaft erreichte. Dem Sieg im Halbfinale der Ausscheidungsspiele gegen den FC Sunderland nach Elfmeterschießen folgte ein knapper Erfolg gegen seinen alten Verein West Ham United, nach dem tatsächlich der Aufstieg in die oberste englische Spielklasse perfekt gemacht wurde. Dort konnte sich der Verein jedoch nur eine Saison halten und stieg unglücklich nach einem verpassten Sieg am letzten Spieltag wieder ab.
Dowie hatte sich aber damit insgesamt einen guten Namen als Trainer erarbeitet, blieb aber zunächst bei seinem Verein, als dieser in der zweitklassigen Football League Championship spielte, trotz zahlreicher Gerüchte über einen Wechsel zu einem anderen Premier-League-Verein. Das einzige konkrete Angebot lag von Milan Mandarić – Präsident des FC Portsmouth – vor, das Simon Jordan als Palace-Präsident im November 2005 letztlich ablehnte.
Innerhalb der Fußballwelt erlangte Dowie im Jahr 2004 vor Beginn der Premier-League-Saison durch seine Wortschöpfung „bouncebackability“ (deutsch: Fähigkeit, zurück zu „hüpfen“) größere Bekanntheit bis zu einem Kultstatus. Der Begriff bezog sich auf das Wiederaufleben seines Vereins in der vorherigen Aufstiegssaison und auf das Verhalten der Mannschaft, nach stets frühen Gegentoren positiv zu reagieren. Im Jahr 2005 wurde der Begriff in das Wörterbuch von HarperCollins aufgenommen.

### Charlton Athletic
Am 22. Mai 2006 wurde veröffentlicht, dass Dowie nach einer stillschweigenden Vereinbarung Crystal Palace verlassen hatte. Nur acht Tage später stellte ihn Charlton Athletic als ihren neuen Trainer vor. Dies führte zu großer Verärgerung bei Palaces Präsident Jordan und zu einer Forderung über eine Million Pfund gegenüber Dowie. Dieser hatte ursprünglich mit der Begründung um die Freistellung aus seinem Vertrag gebeten, dass er mit seiner Familie nach Nordengland zurückkehren wollte. Durch den schnellen Vertragsabschluss beim Londoner Verein Charlton Athletic fühlte sich Jordan arglistig von Dowie über die wahren Gründe des gewünschten Weggangs von Palace getäuscht. Dowie widersprach dieser Darstellung und befand sich schuldlos und wurde dabei von Charltons Präsident Richard Murray unterstützt, bis hin zu der Bereitschaft, Jordans finanziellen Forderungen gerichtlich zu begegnen.
Dowie startete mit Charlton sehr schwach in die Saison 2006/07 und belegte über einen längeren Zeitraum das Tabellenende. Obwohl er im Gegensatz dazu seinen Verein im Ligapokal bis ins Viertelfinale führen konnte, führte diese Misserfolgsserie in der Meisterschaft zur Demission Dowies am 13. November 2006.

### Coventry City
Am 19. Februar 2007 wurde Dowie als neuer Trainer von Coventry City vorgestellt. Mit einer Reihe von Siegen führte er sich in seinem Amt gut ein, aber nach einem deutlichen Formverlust in der Mannschaft beendeten die „Sky Blues“ die Saison nur auf dem 17. Tabellenplatz. Am 29. August 2007 wurde Dowie nach der Entlassung von Martin Allen mit dem vakanten Trainerposten bei Leicester City in Verbindung gebracht, wobei jedoch die Vereinsführung von Coventry City eine Verhandlungsaufnahme dementierte und gleichzeitig mögliche Avancen zurückwies. Erneute Gerüchte kamen auf, als schließlich Gary Megson am 24. Oktober Leicester wieder verließ, um die Bolton Wanderers zu trainieren. Dowie wies die Mutmaßungen erneut als reine Spekulationen zurück. Am 11. Februar 2008 entließ die Vereinsführung von Coventry City Dowie aus dem laufenden Vertrag und führte dabei Meinungsverschiedenheiten hinsichtlich der mannschaftlichen Entwicklung an.

### Queens Park Rangers
Am 14. Mai 2008 verpflichteten ihn die Queens Park Rangers als Nachfolger von Luigi De Canio. Nach nur fünfzehn Pflichtspielen wurde er aber bereits am 24. Oktober 2008 bei dem Zweitligisten, der zu dieser Zeit den neunten Platz belegte, wieder entlassen.

### Hull City
Am 17. März 2010 wurde Dowie beim Premier-League-Club Hull City als neuer Trainer vorgestellt. Nach dem Abstieg von Hull City in die Football League Championship im Mai 2010 wurde er seines Amtes enthoben.